# Schafbrücke (Quedlinburg)
Die Schafbrücke ist eine denkmalgeschützte Brücke über die Bode in Quedlinburg in Sachsen-Anhalt.

## Lage
Die im Quedlinburger Denkmalverzeichnis eingetragene Brücke liegt südwestlich des Quedlinburger Stadtgebiets im Bereich zwischen dem Brühlpark und der Altenburg. Über die Brücke führt der Quarmbachweg, über den hier auch der Selketalstieg geführt wird. Sie verbindet die nördlich gelegene Wipertistraße mit dem südlich gelegenen Neinstedter Feldweg.

## Architektur und Geschichte

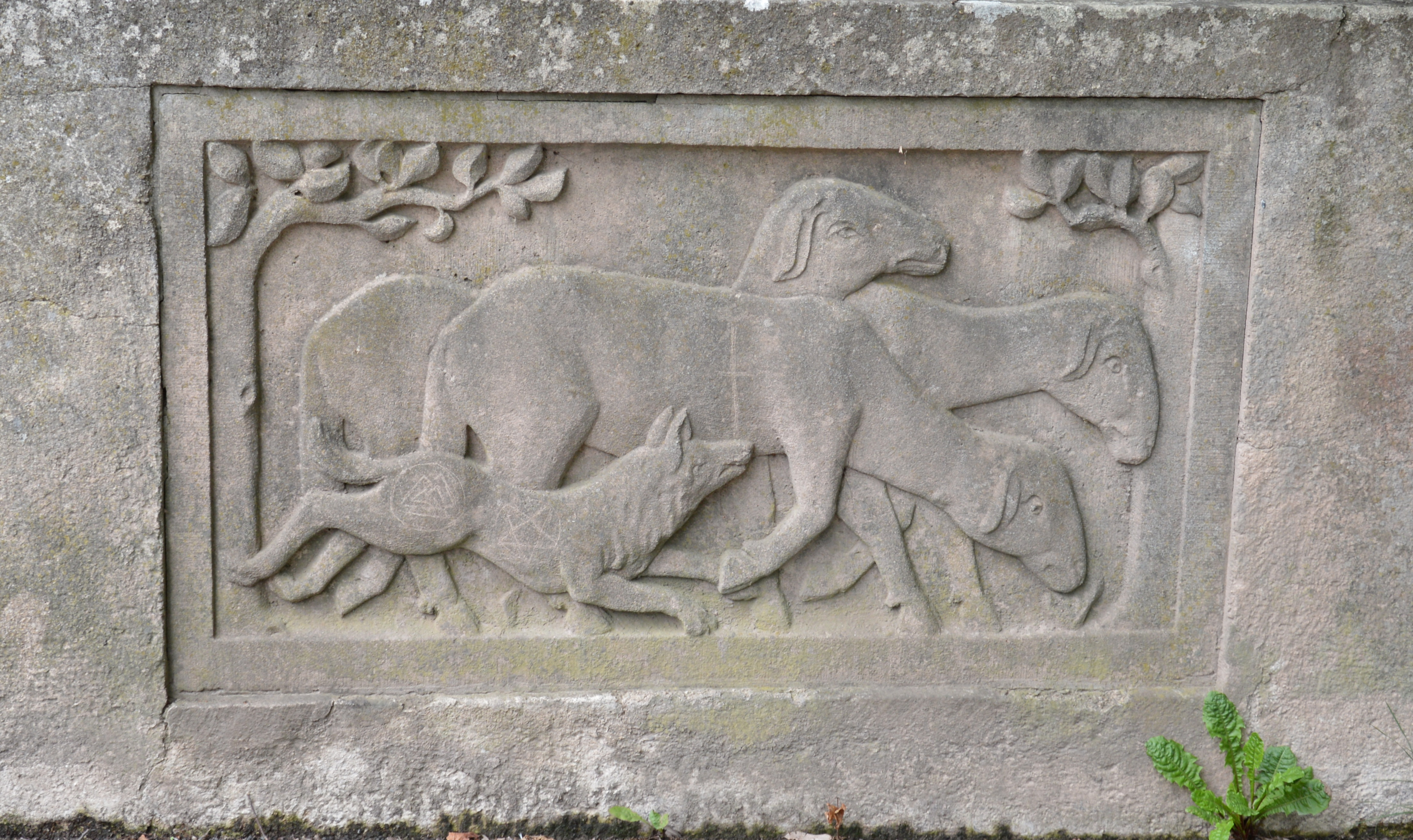
Relief mit Schafen und Schäferhund

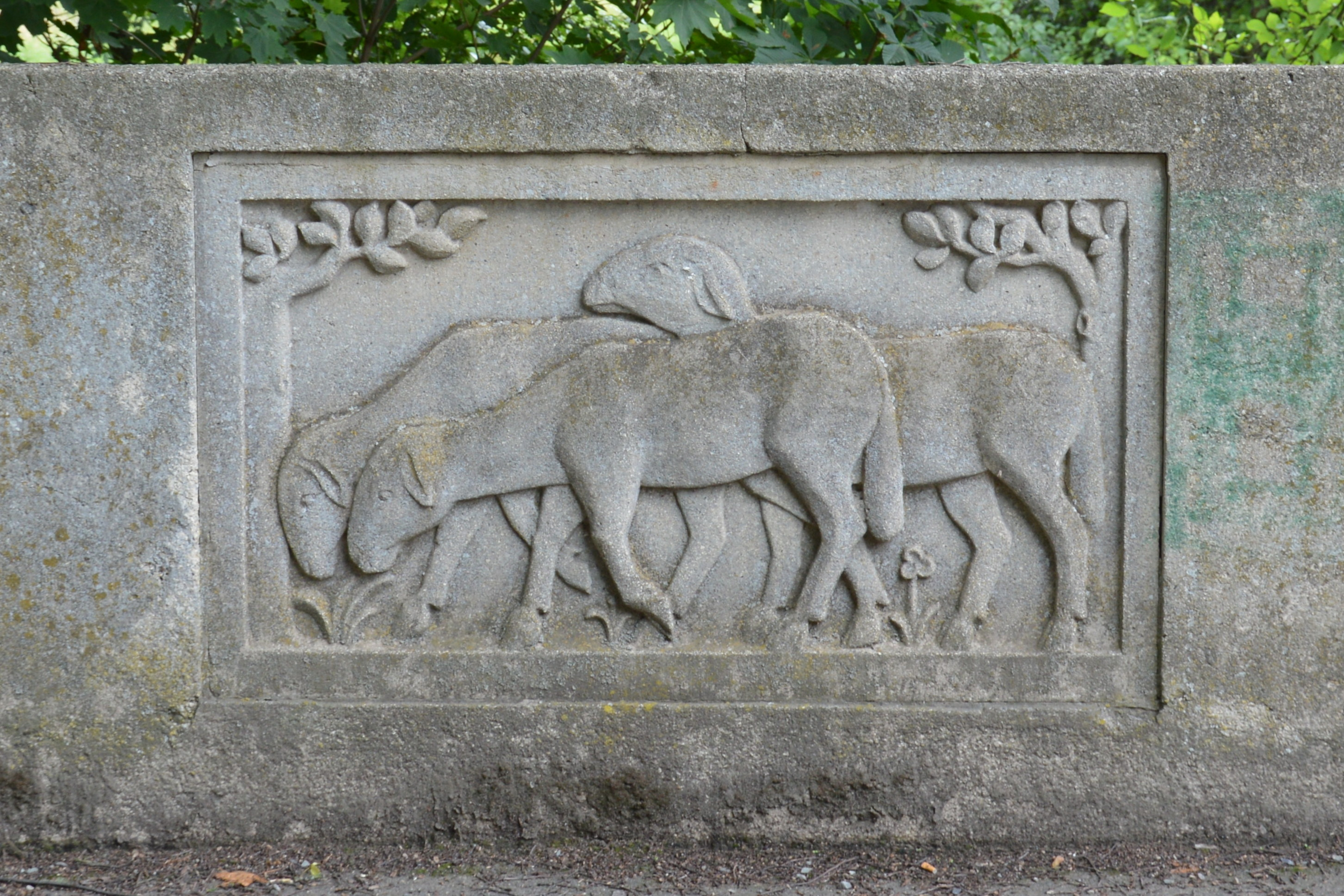
Relief mit Schafen

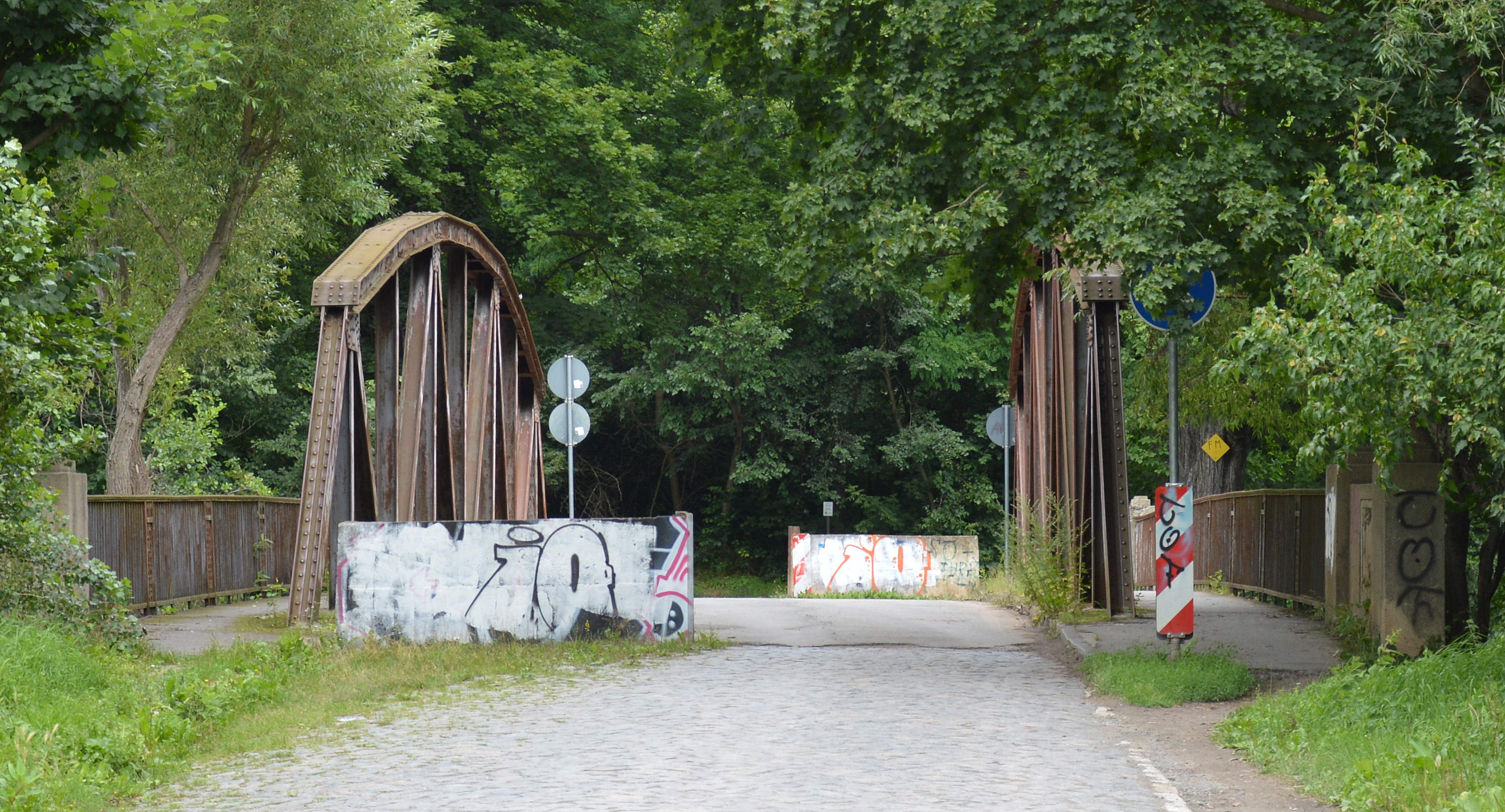
Blick über die Brücke

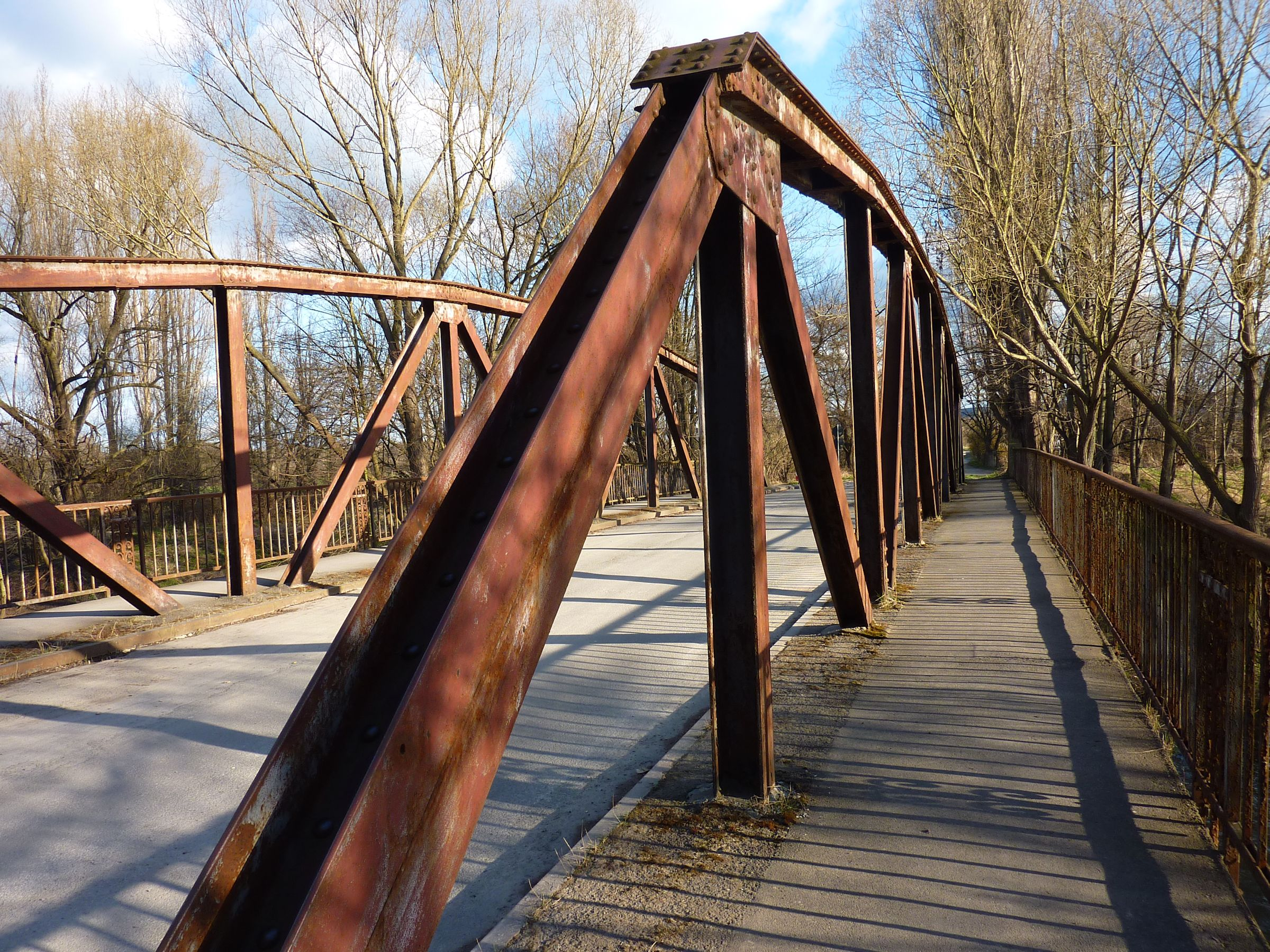
Stahlbogen

Die heutige Brücke entstand im Jahr 1926. Sie ersetzte einen 1870 errichteten Vorgängerbau, der beim Bode-Hochwasser 1925 zerstört worden war. Das Tragwerk ist ein einfeldriger Fachwerkbogen aus Stahl. Die Brüstungen sind als Gitter aus Schmiedeeisen ausgeführt. Die verputzten Brüstungswangen sind gemauert. Als Verzierung finden sich Betongussreliefs mit einer Darstellung von Schafen und einem Schäferhund.
Eine an der Brücke befindliche Inschrift geht auf die Geschichte der Brücke ein und lautet:
Erbaut 1926 für die

im Jahre 1870 errichtete und

durch Hochwasser am

30.12.1925 zerstörte Brücke

Im Jahr 2006 teilte die Stadtverwaltung Quedlinburg mit, dass die bis dahin auch für den Fahrzeugverkehr offene Brücke aufgrund ihres schlechten Erhaltungszustandes nur noch über eine Tragfähigkeit von drei Tonnen verfüge und eine Sperrung für den Fahrzeugverkehr erforderlich wird. Erwägungen hinsichtlich eines Neubaus wurden als unwirtschaftlich verworfen. Tatsächlich erfolgte dann eine Vollsperrung der Brücke, die jedoch nach einer erneuten Überprüfung teilweise aufgehoben wurde. Neben Fußgängern können auch PKW die Brücke einspurig überqueren.